# Era Extraña
Era Extraña è il secondo album discografico del gruppo musicale statunitense Neon Indian, pubblicato nel 2011.

## Tracce
1. Heart: Attack – 0:59
2. Polish Girl – 4:26
3. The Blindside Kiss – 3:35
4. Hex Girlfriend – 3:18
5. Heart: Decay – 1:46
6. Fallout – 3:34
7. Era Extraña – 2:59
8. Halogen (I Could Be a Shadow) – 4:37
9. Future Sick – 4:49
10. Suns Irrupt – 5:30
11. Heart: Release – 2:07
12. Arcade Blues – 4:47